# Università di Glamorgan
L'Università di Glamorgan (UoG) (in inglese: University of Glamorgan, in gallese: Prifysgol Morgannwg) è stata un'università gallese di Glamorgan. È stata assorbita dall'Università del Galles del Sud nel 2013. Comprendeva i campus Treforest, Glyntaff, Treforest Industrial Estate, Merthyr Tydfil e Cardiff. L'Università di Glamorgan è stata l'unica università gallese ad essere indipendente dall'Università del Galles.

## Storia
Nel 1913 fu istituita la School of Mines per formare giovani lavoratori, principalmente nel settore minerario e ingegneristico, per l'industria del carbone del Galles meridionale. Successivamente è diventata Glamorgan Polytechnic, poi Polytechnic of Wales. L'ultima ridenominazione è avvenuta nel 1992. L'UoG è una delle cosiddette “Nuove Università” perché nata da un politecnico. Nel 2013 l'Università di Glamorgan e l'Università del Galles, Newport, si sono fuse per formare l'Università del Galles del Sud.

### Campus
C'erano diverse località per i campus:
- Treforest (campus principale) - Oltre alle facoltà e alla biblioteca principale, questa era anche la sede del club sportivo, dei dormitori degli studenti e del sindacato studentesco. Il campus era a pochi passi dalla stazione ferroviaria di Treforest.
- Glyntaff - Dove si trovavano la Law School e la School of Care Sciences. Questo campus aveva una propria biblioteca specializzata.
- Tyn Y Wern aveva sede nella Treforest Industrial Estate. Era l'impianto sportivo all'aperto dell'università.
- College partner: l'università ha scuole partner in tutto il Galles meridionale.

Cardiff - Un nuovo campus è stato aperto qui vicino a Cardiff Queen Street nel 2007.

### Facoltà
- Cardiff School of Creative & Cultural Industries
- Facoltà di salute, sport e scienze
- Facoltà di scienze umane e sociali
- Facoltà di tecnologia avanzata
- Glamorgan Business School
- Facoltà di perfezionamento e attività di collaborazione
- Centro per l'apprendimento permanente